# یواس‌اس کپودانو (اف‌اف-۱۰۹۳)
یواس‌اس کپودانو (اف‌اف-۱۰۹۳) (به انگلیسی: USS Capodanno (FF-1093)) یک کشتی بود که طول آن ۴۳۸ فوت (۱۳۴ متر) بود. این کشتی در سال ۱۹۷۲ ساخته شد.